# HD 49947
HD 49947 är en ensam stjärna i den södra delen av stjärnbilden Flygfisken. Den har en skenbar magnitud av ca 6,36 och är mycket svagt synlig för blotta ögat där ljusföroreningar ej förekommer. Baserat på parallax enligt Gaia Data Release 2 på ca 7,0 mas, beräknas den befinna sig på ett avstånd på ca 464 ljusår (ca 142 parsek) från solen. Den rör sig bort från solen med en heliocentrisk radialhastighet på ca 17 km/s.

## Egenskaper
HD 49947 är en gul till vit jättestjärna av spektralklass G8 III och är en metallsvag stjärna med ett innehåll av tyngre metaller på endast 72 procent jämfört med solens. Den har en massa som är ca 2,2 solmassor, en radie som är ca 11 solradier och har ca 61 gånger solens utstrålning av energi från dess fotosfär vid en effektiv temperatur av ca 5 000 K.